# 維拉阿帕切塔山
15°21′55″S 70°39′06″W / 15.36528°S 70.65167°W
維拉阿帕切塔山（Wira Apachita），是秘魯的山峰，位於該國東南部普諾大區，由蘭帕省的帕爾卡區負責管轄，屬於安地斯山脈的一部分，海拔高度5,100米。